# Алексеев, Иван Иванович (Герой Социалистического Труда)
Иван Иванович Алексеев  (1924 — 1999) — советский капитан рыболовецкого флота. Герой Социалистического Труда (1958).

## Биография
Родился  29 июня 1924 года в деревне Липово  в Ленинградской области. С 1934 года с семьёй переехал в Мурманск, закончил семь классов школы и Мурманское фабрично-заводское училище и с 1940 года работал токарем на судоверфи «Главсеврыбпром».
С 1942 года направлен на службу в РККА, проходил службу в частях противовоздушной обороны Северного флота — комсорг 189-го зенитно-артиллерийского полка 1-й дивизии ПВО. 29 апреля 1945 года был награждён медалью «За боевые заслуги». В 1945 году после окончания войны был демобилизован из рядов Советской армии.
В 1948 году И. И. Алексеев по распределению приехал в Калининград — матрос  рыболовных судов. В 1949 году после окончив с отличием Мамоновского учебно-курсового комбината получил специальность  штурмана малого плавания с назначением — капитаном на судах управления экспедиционного лова рыбы.
В 1951 году в должности капитана среднего рыболовного траулера №367 Иван Иванович вышел в просторы Атлантики. Это была первая попытка лова сельди в зимние месяцы. За освоение круглогодичного лова рыбы в водах Северной Атлантики в марте 1954 года он был награжден орденом Ленина  9 марта 1954 года за высокие показания в труде  И. И. Алексеев был награждён Орденом Ленина.
В 1956 году его экипаж на новом траулере выловил рекордные для того времени двенадцать тысяч центнеров рыбы. Плановое годовое задание по вылову рыбы было выполнено им и его экипажем на четыре месяца раньше срока. В 1957 году, будучи капитаном РР-1296, участвовал в первом в истории Калининградского рыбопромыслового флота походе в Атлантический океан. Несмотря на трудности, задание было выполнено, и новые районы промысла после этого похода стали доступны для многих судов. В 1958 году Иван Иванович Алексеев принимает в Николаеве первый отечественный БМРТ «Лермонтов» и направляется в научно-поисковый рейс. В результате были разведаны новые районы рыбного промысла.  31 мая 1958 года  «за особые заслуги в развитии рыбного промысла в открытых морях и достигнутые высокие показатели в добыче рыбы» Указом Президиума Верховного Совета СССР Ивану Ивановичу Алексееву было присвоено звание Героя Социалистического Труда с вручением Медали «Серп и Молот» и Орденом Ленина.
В 1961 году после окончания заочного штурманского отделения Калининградского мореходного училища, принимает новое судно «Тропик» на верфях ГДР и идёт в первый экспериментальный рейс. С 1967 года  капитан И. И. Алексеев обучал рыбацкому мастерству моряков Кубы, Ганы, Сенегала и Анголы. И. И. Алексеев избирался делегатом ХХ съезда КПСС. Неоднократно избирался членом Калининградского обкома КПСС. С 1968 года работал в должности капитана-флагмана базы тралового флота.
С 1988 года на пенсии. Умер 5 октября 1999 года в Калининграде.

## Награды
- Медаль «Серп и Молот» (31.05.1958)
- Два Ордена Ленина (1954, 1958)
- Орден Отечественной войны II степени (1985)
- Медаль «За боевые заслуги»  (1945)
- Медаль «За трудовую доблесть» (1963)
- Медаль «За победу над Германией в Великой Отечественной войне 1941—1945 гг.»

### Звания
- Почётный гражданин Калининграда (№ 340 от 1.07.1998)